# Vammatar
Vammatar és la deessa del dolor, de la malaltia i del patiment en la mitologia finesa. Altres versions dels estudiosos de la tradició teogònica de la regió bàltica oriental la consideren la pitjor de les divinitats del mal i de la desgràcia que habiten a l'inframón o món dels morts (Tuonela).
Es tracta de la filla de Tuoni (deïtat superior del món subterrani) i de Tuonetar (senyora de la mort). Les seves germanes són Kipu-tyttö, Kivutar i Loviatar.
Durant l'Edat Mitjana, gran part de les pestes i pandèmies que assolaven la regió de l'extrem nord d'Europa eren imputades a Vammatar o a les seves germanes, que juntes compartien, Tuonela, o el regne de les tenebres i la mort.